# Paecilomyces amoene-roseus
Paecilomyces amoene-roseus är en svampart som först beskrevs av Henn., och fick sitt nu gällande namn av Samson 1974. Paecilomyces amoene-roseus ingår i släktet Paecilomyces och familjen Trichocomaceae.   Inga underarter finns listade i Catalogue of Life.